# Хакаська мова
Хака́ська мова (хакас тілі, лат. xakas tëlë; також тадар тілі, лат. tadar tëlë) — мова хакасів. Головним чином поширена на території Хакасії, частково в Шариповському районі Красноярського краю й Туві.
Поряд із російською офіційна мова Республіки Хакасії.
Кількість мовців — 42 тис.осіб (2010), тоді як у 2002 році їх було 52 тис. Станом на 2010 хакаською розмовляли 58% відсотків від усієї чисельності хакасів (72 тис). Уживається переважно в побутовому спілкуванні, частіше в сільській місцевості, існує телерадіомовлення, театри цією мовою. 
Належить до хакасько-алтайської групи східної гілки тюркських мов.

## Говори
Говори хакаської мови:
- сагайський[ru] (Див. також: сагайці),
- качинський[ru] (Див. також: качинці),
- кизильський[ru] (Див. також: кизильці),
- шорський[ru].

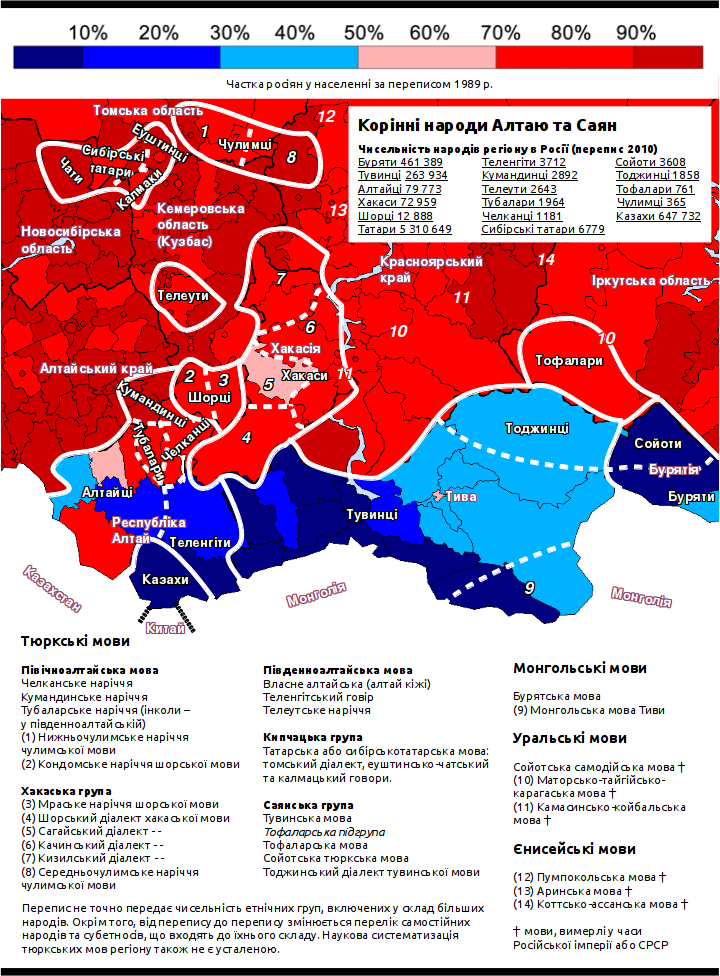
Розселення корінних народів Алтаю. Говори хакаської мови позначені числами 4-7.

Базою хакаської літературної мови є сагайський і качинський говори.

## Фонетика
У сучасній хакаській мові 17 голосних (короткі й довгі) і 24 приголосних фонеми, але [в], [ж], [ф], [ц], [ш], [щ] уживані лише в росіянізмах.
Фонетика хакаської мови має такі особливості: на початку слів замість загальнотюркського й виступає ч — (хакаське чир — загальнотюркське йер «Земля»); у середині слів загальнотюркському й відповідає -з- (азах — айак «нога»); наприкінці слів загальнотюркське -ш відображається як -с (тас — таш «камінь»); є довгі (вторинні) голосні; типовим є глухий початок слів.
Наголос у хакаській мові довготно-силовий. Діють закони палатальності та губного сингармонізму.

## Морфологія
Хакаська мова є аглютинативною.
Виділяються такі частини мови: іменні (іменники, прикметники, числівники, займенники); дієслова (з розвиненою системою аналітичних часових форм); службові частини мови (частки, модальні слова, післяйменники, сполучники). Чіткої межі між частинами мови часто немає: іменники, прикметники, прислівники й числівники можуть виступати у функціях одне одного без зміни початкової форми.
Іменникові властиві граматичні категорії числа (однина, множина), відмінка (8 відмінків), особи, присвійності. Інші іменні частини мови набувають їх у випадку субстантивного вживання. Показником множинності виступає -лар — у фономорфологічних варіантах -ар, -нар. Граматичні категорії рідроду і істоти/неістоти відсутні.
Дієслово хакаської мови є морфологічно розвиненою категорією, йому властиві стан, шість способів, неособові форми — дієприкметник і дієприслівник, інфінітив, форми доконаного виду і низка форм, котрі характеризують особливості протікання дії (зазвичай вони є аналітичними конструкціями в складі дієприслівників і дієслів-модифікаторів).
Типова морфемна структура хакаського слова: основа + афікси словотворення + афікси словозміни. Словотворення — переважно афіксальне.

## Синтаксис
Специфічними рисами хакаського синтаксису словосполучень є:
- конструкція присвійних словосполучень, узгодження означення й означуваного в яких реалізується з допомогою особливої категорією приналежності;
- стандартний порядок слів в атрибутивних і об'єктних словосполученнях (як і в інших тюркських мовах): означення й додаток завжди стоять перед означуваним і додаваним;
- дієслово-присудок у реченні стоїть у постпозиції.

## Лексика
Словникове ядро хакаської мови становить загальнотюркська лексика. Однак у цій мові відбилися також історичні контакти доби формування хакаських діалектів (зв'язки із самодійськими, палеоазійськими й тунгусо-маньчжурськими мовами).
Лексика й морфологія хакаської мови виявляє зв'язки зі стародавніми мовами — давньокиргизькою, давньоуйгурською. Значним є вплив монгольських мов, натомість майже відсутні запозичення з арабської та перської мов.
Починаючи з XVII ст., виникають стійкі зв'язки з російською мовою, які тривають досі, що відбито в численних запозиченнях.

## Писемність
Перший етап упровадження писемності хакаською мовою розпочався 1924 року, коли було розроблено графіку на основі російської мови. З 1926 року почали видавати газети й підручники хакаською мовою. Зокрема з 1 червня 1927 року видається газета «Хакас чирі».
Другий етап — протягом 1929—1939 років діяв алфавіт на латинській основі.
Третій етап — 1939 року повернено російську графіку.